# Dud
Dudul (Morus) sau agud, este un gen de 10–16 specii de foioase care cresc în regiunile temperate sau subtropicale din Asia, Africa, Europa și America de Nord, majoritatea speciilor fiind originare din Asia.
Dudul poate ajunge la o înălțime de 15 m, cu tulpina dreaptă, gri, ramificată de la înălțime mică, cu coroana rară. Frunzele de dud sunt subțiri, foarte diferite ca formă (ovate sau eliptice, acute sau scurt acuminate), cu baza rotundă și cu marginea neregulat serată; sunt divizate în 3-5 lobi inegali sau nedivizate, glabre, netede, puțin lucioase pe față și scurt pubescente la nivelul nervurilor, pe dos.
Dudul este o plantă dioică, de aceea pentru 5-6 exemplare de femele se plantează un mascul. Există și posibilitatea de a se altoi o creangă masculină pe o coroană feminină. Florile unisexuate, cele mascule sunt cilindrice, iar cele femele - oblonge. Înflorește în luna mai. Planta rodește numai de la vârsta de 7-9 ani. Fructul (duda) este compus din numeroase drupe false, mici, dispuse pe axul inflorescenței, care devine cărnos.
Din multele specii de dud, cele mai răspândite sunt dudul alb, originar din Japonia și China și dudul negru, originar din Persia.
În Europa, dudul a fost introdus în secolul al XII-lea. În România, el crește în stare sălbatică în zonele de câmpie și pe dealuri joase.

## Utilizare
Fructele de dud sunt bogate în grupul de vitamine B, vitamina K și în minerale (calciu, fosfor, fier, magneziu, potasiu, mangan), conțin vitaminele A, C și E, acid folic și betacaroten. Sunt sursă de proteine fier și antioxidanți (resveratrol). Resveratrolul ajută la prevenirea semnelor de îmbătrânire și distruge celulele canceroase.
Frunzele de dud sunt principala hrană a viermilor de mătase. Pentru a produce un kilogram de mătase, este nevoie de 3.000 de viermi de mătase care, pentru aceasta, mănâncă 104 kg de frunze de dud. Folosite ca ceai, principiile active din frunzele de dud au o acțiune hipoglicemiantă, sudorifică și antidiareică. Preparatele din frunze de dud sunt un mijloc adjuvant în tratamentul diabetului zaharat. Mai pot fi folosite la: diaree, gastrite, ulcer gastric și ulcer duodenal.
Lemnul de dud este utilizat la fabricarea butoaielor folosite pentru învechirea țuicii.